# Новая Алексеевка (Саратовская область)
Новая Алексеевка — село в Воскресенском районе Саратовской области. Входит в состав сельского поселения Воскресенское муниципальное образование (Саратовская область).

## География
Находится на расстоянии примерно 15 километров по прямой на север-северо-запад от районного центра села Воскресенское.

## История
Село было основано в конце XVIII века. Первоначально называлось Бородушкина (Бородушкино) по имени первопоселенцев. По ходу истории деревню называли по разному: Лопастейка по переселенцам из деревни Старая Лопастейка Вольского уезда, Мокровка по сырой местности долины реки Берёзовка. В 1907 году местные крестьяне решили переименовать деревню в честь царевича Алексея, сына Николая II-го и получили от царицы 300 рублей материальной помощи на строительство церкви. В 1917 году в селе проживало православных 533 человека; старообрядцев 107 человек. В советские годы Алексеевка для различия с другими одноимёнными населёнными пунктами получила приставку в названии и стала именоваться Ново-Алексеевкой (Новой Алексеевкой). В советский период истории работали колхозы «Большевик» и «Дружба».

## Население
Население составляло 338 человека в 2002 году (81 % русские), 310 в 2010.

## Инфраструктура
В селе есть почта, магазины, фельдшерско-акушерский пункт, дом культуры, средняя школа и детский сад. С 1990 года село полностью газифицировано.